# Джумхуриет (квартал в Бейкоз)
„Джумхуриет“ (на турски: Cumhuriyet, букв. „република“) е квартал в район „Бейкоз“ в Истанбул, Турция. Намира се в анадолската част на града.
След 1928 г. имигранти от България и Гърция се заселват в селото, което по това време носи името Чавушлу Чифтлиги. 
Името на селото е променено след посещение на Ататюрк през 1937 г., като то е само първото от редица населени места в Турция, прекръстено на Джумхуриет.